# Chimarra schmidi
Chimarra schmidi là một loài Trichoptera trong họ Philopotamidae. Chúng phân bố ở miền Australasia.